# Eileen Walsh

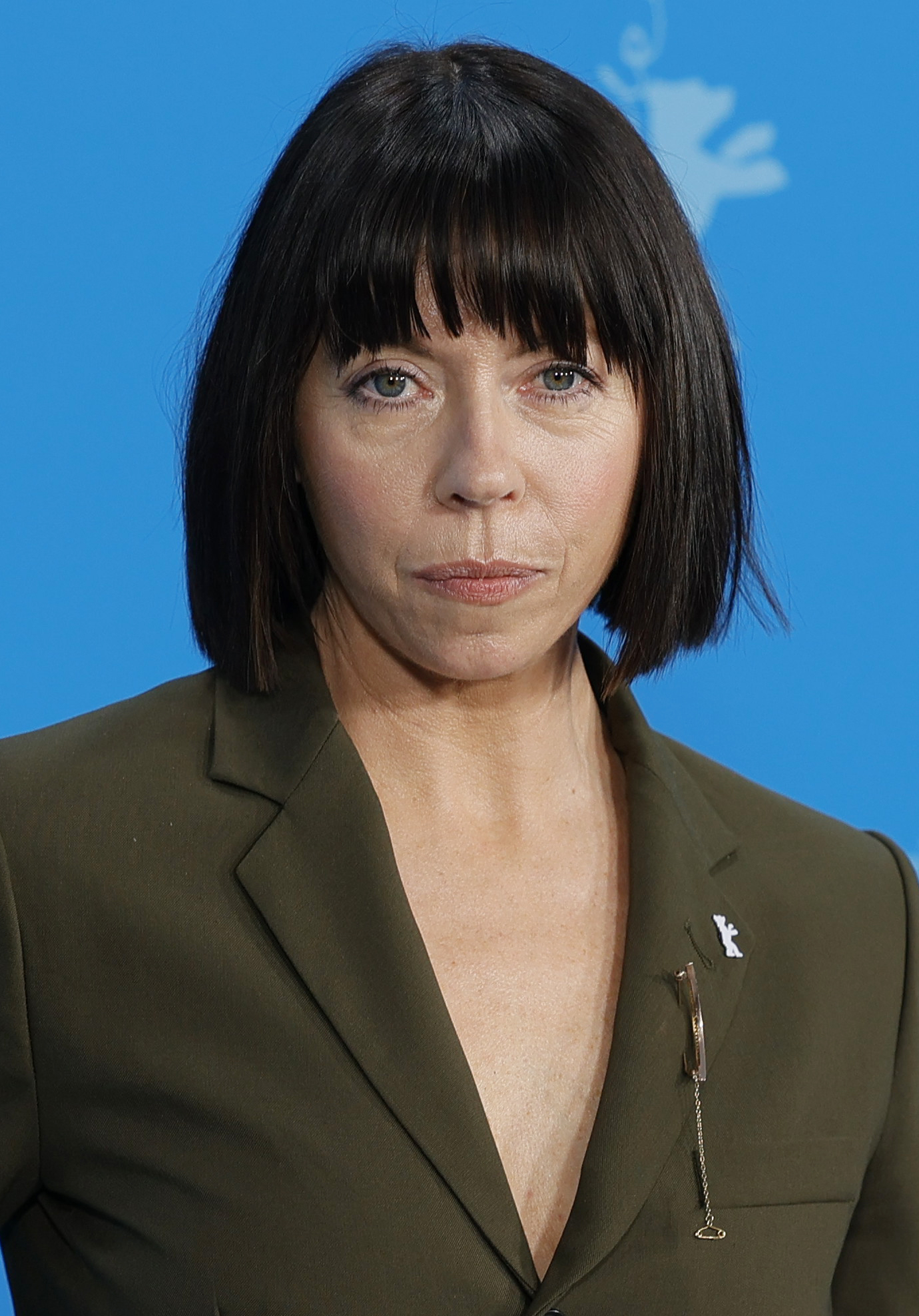
Eileen Walsh (2024)

Eileen Walsh (* 16. April 1977 in Cork) ist eine irische Schauspielerin.

## Leben und Karriere
Eileen Walsh wurde 1977 in der im Süden Irlands gelegenen Hafenstadt Cork geboren und wuchs dort auch auf. Sie hatte zunächst keine Ambitionen, Schauspielerin zu werden. Schließlich entschloss sie sich, Schauspielworkshops zu besuchen und dem Beispiel ihrer älteren Schwester Catherine Walsh zu folgen, die ebenfalls Schauspielerin ist. Ihre Darstellung der Runt in der Bühnenversion von Disco Pigs bekam begeisterte Kritiken. Sie debütierte vor der Kamera in der 1996 von Regisseur Stephen Frears inszenierten britischen Filmkomödie Fisch & Chips in einer Nebenrolle. Im deutschsprachigen Raum wurde Eileen Walsh bekannt durch ihre Darstellung der Crispina in dem britisch-irischen Filmdrama Die unbarmherzigen Schwestern aus dem Jahr 2002. Im Jahr 2008 wurde sie auf dem Tribeca Film Festival als Beste Darstellerin für ihre Rolle in Eden ausgezeichnet.
Eileen Walsh ist seit 2003 mit dem Bildhauer Stuart McCaffer verheiratet und hat ein 2005 geborenes Kind. Das Ehepaar lebt gegenwärtig (2011) in Schottland.

## Filmografie (Auswahl)
- 1996: Fisch & Chips (The Van)
- 1997: Messaggi quasi segreti
- 1997: Der letzte Bus (The Last Bus Home)
- 1999: Miss Julie
- 1999: Janice Beard 45 WPM
- 2000: Brendan trifft Trudy (When Brendan Met Trudy)
- 2002: Die unbarmherzigen Schwestern (The Magdalene Sisters)
- 2005: 33X Around the Sun
- 2005: Pure Mule (Fernsehserie, 5 Episoden)
- 2007: Maid of Farce
- 2008: Eden
- 2008: The End
- 2009:	 Triage
- 2009: The Ballad of Kid Kanturk
- 2010: Snap
- 2015–2019: Catastrophe (Fernsehserie, 6 Folgen)
- 2016: Delicious (Fernsehserie, Folge 1x01)
- 2017: Maze – Ein genialer Ausbruch (Maze)
- 2017: Kindeswohl (The Children Act)
- 2018: Patrick Melrose (Fernsehserie, 2 Folgen)
- 2018: Women on the Verge (Fernsehserie, 6 Folgen)
- 2019: Rialto
- 2020: Made in Italy
- 2020: The South Westerlies (Fernsehserie, 6 Folgen)
- 2021: Wolf
- 2024: Small Things Like These